# Kategoria pociągu
Przewoźnicy kolejowi przypisują zwykle uruchamianym przez siebie pociągom pasażerskim kategorię, określającą ich cechy, takie jak: prędkość handlowa, wyposażenie pociągu, cena biletu, rodzaj obsługiwanych stacji czy też rodzaj obsługiwanych połączeń.
Jedna kategoria pociągów może obejmować kilka marek pociągów (jest pojęciem szerszym). Często jest jednak mylnie utożsamiana z pojęciem "marka pociągu".